# Ochthebius rotundatus
Ochthebius rotundatus är en skalbaggsart som beskrevs av Manfred A. Jäch 2003. Ochthebius rotundatus ingår i släktet Ochthebius och familjen vattenbrynsbaggar. Inga underarter finns listade i Catalogue of Life.